# Bartolomeu Bueno da Silva

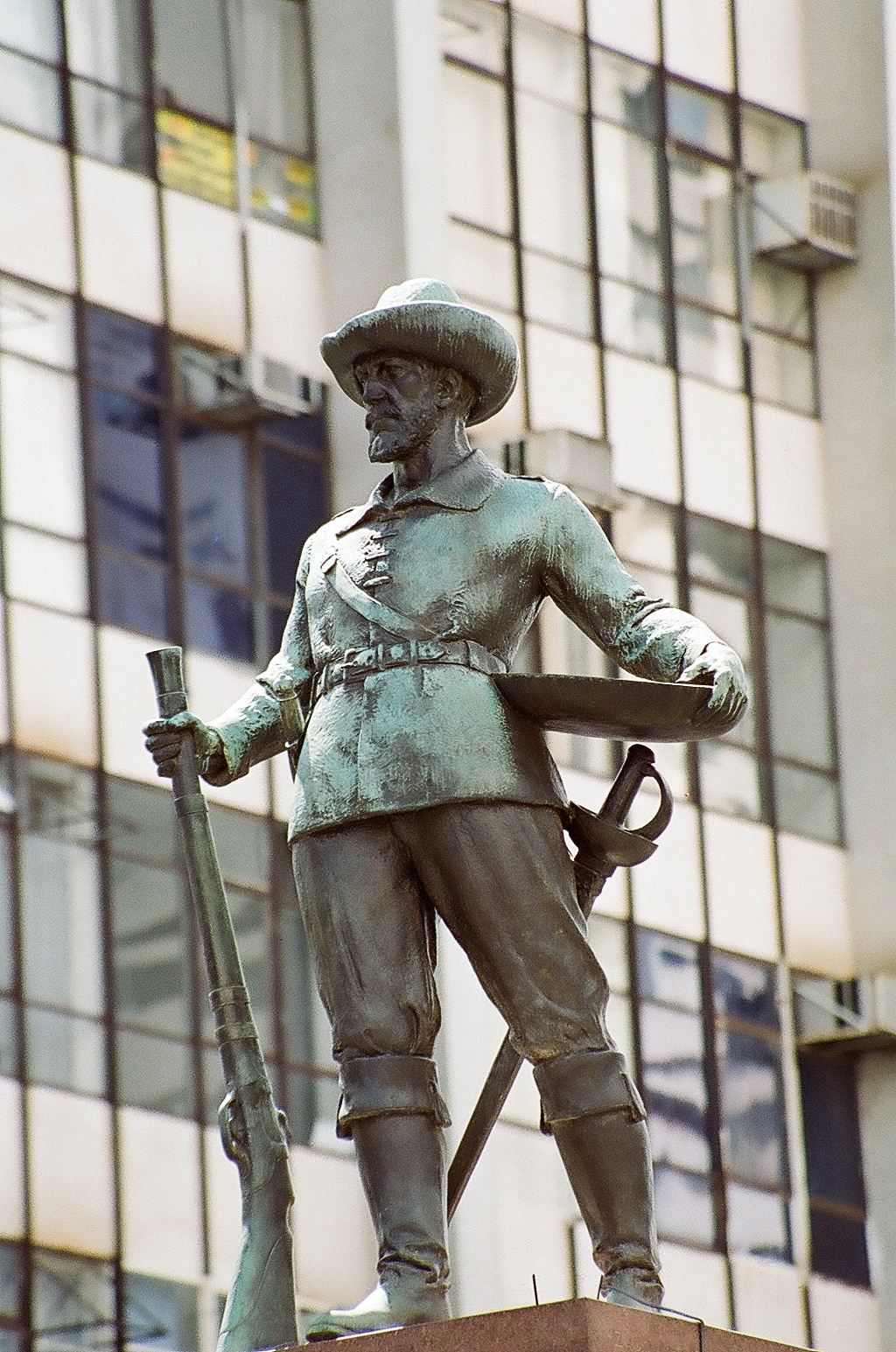
Denkmal des Bandeirante Bartolomeu Bueno da Silva, in Goiânia, Hauptstadt von Goiás

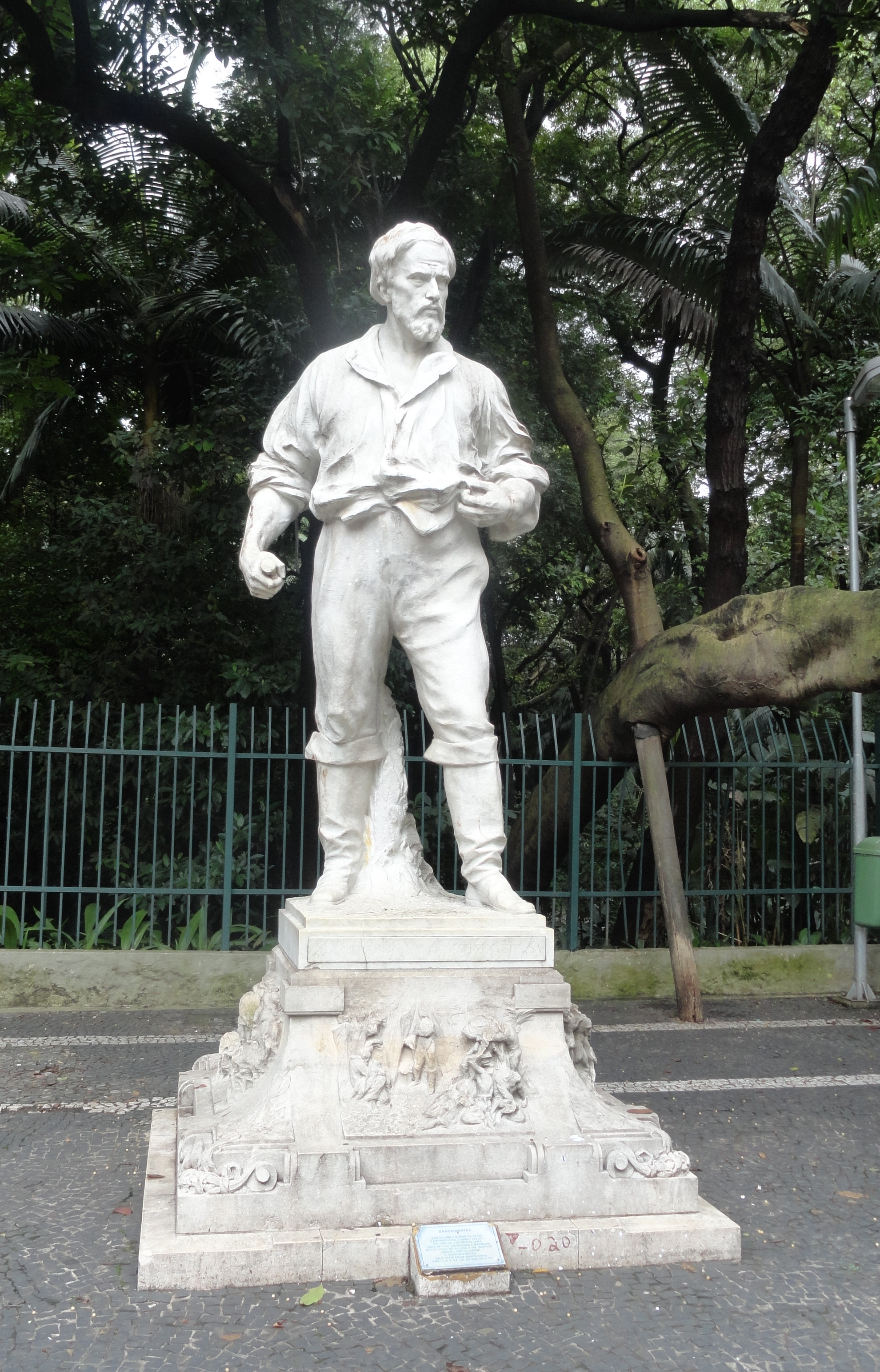
Statue an der Avenida Paulista

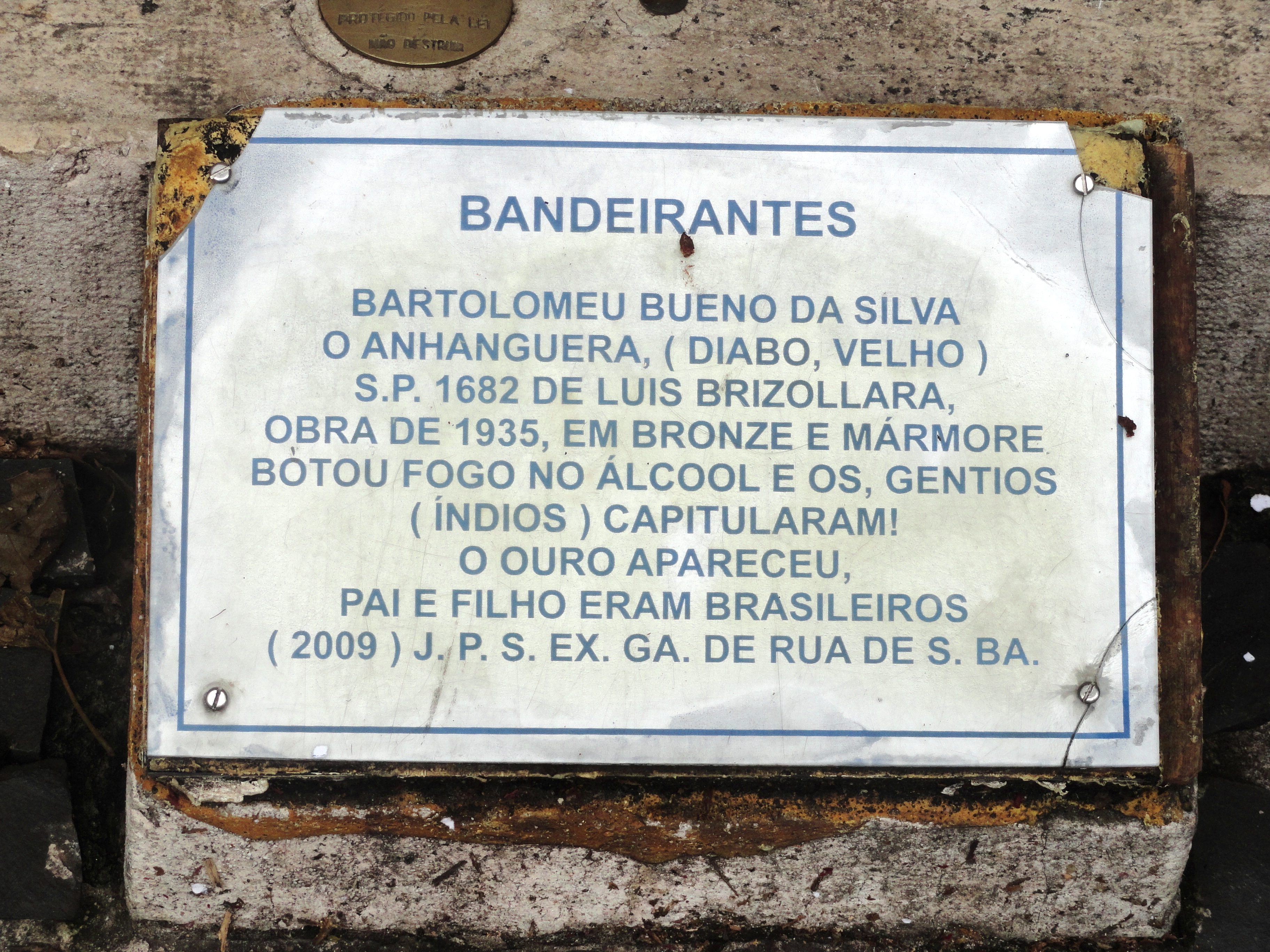
Infotafel

Bartolomeu Bueno da Silva, genannt Anhangüera (* 1672 in Santana do Parnaíba; † 19. September 1740 in Goiás Velho) war ein brasilianischer Bandeirante aus São Paulo, Sohn von Francisco Bueno.
Bereits 1682 begleitete er seinen Vater auf die erste Bandeira, die von São Paulo in Richtung Norden in die Gegend des heutigen Goiás führte. In dieser Zeit kam das Gerücht auf, in der Serra dos Martírios gebe es reiche Gold- und Edelsteinvorkommen. Die Bandeira kam zwar nicht mit Reichtümern zurück, jedoch mit so viel gefangenen Einheimischen, die als Sklaven verkauft wurden, dass die Familie für die nächsten Jahre über ein gesichertes Auskommen verfügte.
1701 zogen die Goldfunde Bartolomeu Bueno da Silva nach Sabará, Minas Gerais, später nach São José do Pará und Pitangui, wo er zum Steuereintreiber des Distrikts ernannt wurde.
Aufgrund der Guerra dos Emboabas, einer bürgerkriegsähnlichen Auseinandersetzung im Umfeld der Goldförderungsgebiete, kehrte da Silva nach Parnaíba (heutiger Bundesstaat São Paulo) zurück.
Er beschloss daraufhin, eine neue Bandeira zusammenzustellen, um den Gerüchten über die Bodenschätze in Goiás nachzugehen und brach am 30. Juni 1722 im Auftrag des Gouverneurs Rodrigo Cesar de Menezes von São Paulo aus auf. Es begleiteten ihn unter anderen sein Schwiegersohn, sein Schwager sowie zwei benediktinische Mönche.
Nach drei Jahren entbehrungsreicher Expedition, in dauerndem Kampf gegen die indigene Bevölkerung, Krankheit, aber auch die Desertion verschiedener Gefährten, fand da Silva die Orte wieder, die er mit seinem Vater vor 36 Jahren entdeckt hatte. Nachdem er im Rio Vermelho Gold gefunden hatte, kehrte er 1725 nach São Paulo zurück und brach ein Jahr später im Mai 1726 wieder nach Goiás auf, um die entdeckten Minen auszubeuten.
Im selben Jahr gründete er den Ort Arraial de Barra, das heutige Buenolândia unweit vom heutigen Goiás Velho, und hatte als Capitão-mór regente der Minen höchstrichterliche Gewalt in Zivil- wie in Strafsachen. Über die richterliche Gewalt hinaus erhielt da Silva das Zollrecht für die Flüsse Iguatibaya, Jaguari, Rio Grande, Rio Pardo, Rio das Velhas, Rio Parnaíba, Rio Guacurumbá, Rio Meia Ponte und Rio dos Pasmados.
Alle Privilegien wurden ihm jedoch kurze Zeit später durch den neuen Gouverneur Antonio da Silva Caldeira aberkannt. Als Anerkennung für seine Verdienste um die Erschließung der Bodenschätze in Goiás und die enormen Reichtümer, die diese der portugiesischen Krone bescherten, wurde ihm ein Teil der Steuereinkünfte versprochen, von denen er seinen Lebensabend bestreiten sollte. Auch dieses Privileg wurde kassiert, und so starb der letzte große Bandeirante 1740 in Vila Boa de Goiás völlig verarmt.

## Anhangüera
Den Beinamen „Anhangüera“ übernahm Bueno da Silva von seinem Vater, den dieser von der einheimischen Bevölkerung bekommen hatte. Die Legende erzählt, dass der Vater, angezogen vom reichen Goldschmuck, den die indigenen Frauen im Goiás trugen, die Häuptlinge zusammenrief, und von ihnen wissen wollte, wo die Goldvorkommen seien. Als diese sich weigerten, ihm diese zu zeigen, zündete er eine Schale voll Branntwein an, und drohte, er werde sämtliche Seen und Flüsse brennen lassen, wenn sie ihn nicht zum Gold führten, was diese dann umgehend taten. Von jenem Tag an nannten sie ihn „Anhangüera“, was auf Tupí, der Sprache der einheimischen Bevölkerung, so viel wie „Alter Teufel“ heißt.